# طیف سیاسی

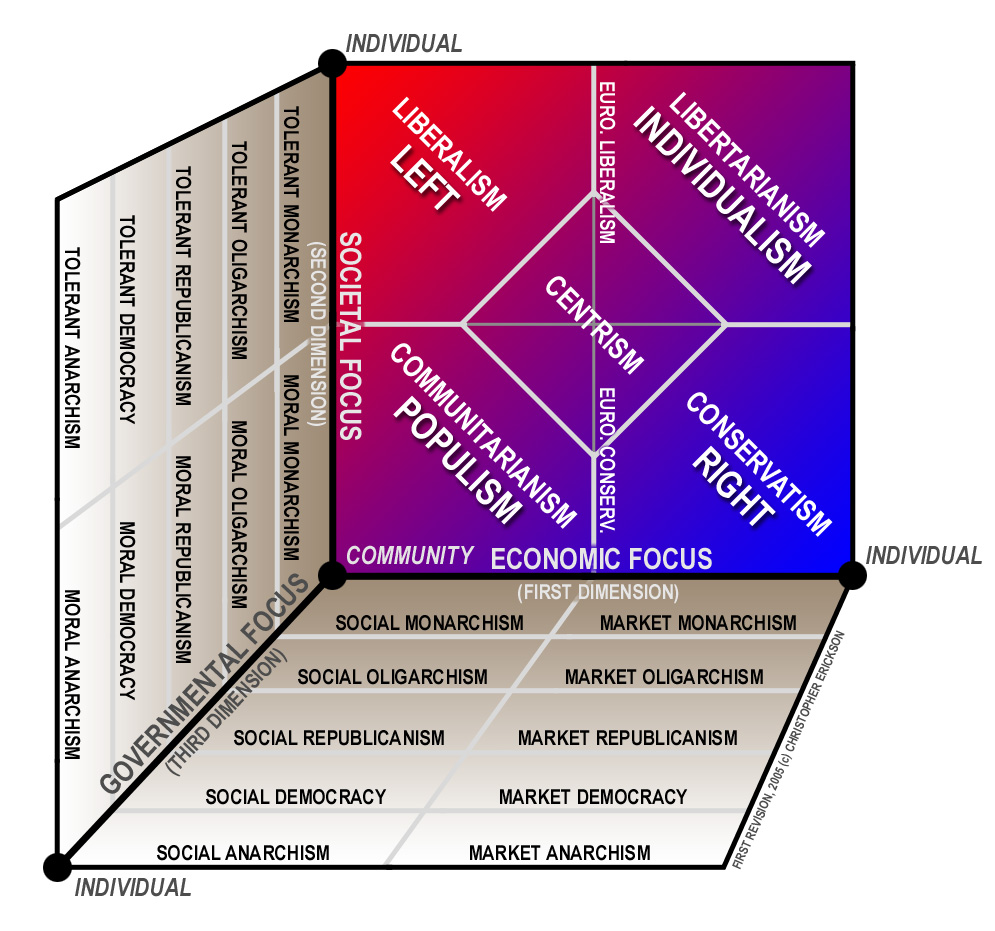
طیف سیاسی

طیف سیاسی (انگلیسی: Political spectrum) نظامی برای طبقه‌بندی مواضع سیاسی مختلف بر حسب یک یا چند محور هندسی است که هر یک نماد یک بعد سیاسی مستقل هستند.
اکثر طیف‌های سیاسی قدمت‌دار دارای جناح‌های راست و چپ هستند که ریشه در ترتیب کرسی‌های پارلمان فرانسه - یعنی ترتیب و محل قرار گرفتن محل نشستن نماینده‌ها در مجلس - پس از انقلاب آن کشور (۱۷۸۹–۹۹) دارد. بنا بر ساده‌ترین نوع دسته‌بندی با محورهای چپ-راست، معمولاً در تمام دنیا، کمونیسم و سوسیالیسم به عنوان چپ و در مقابل آن‌ها، فاشیسم و محافظه‌کاری به عنوان راست در نظر گرفته می‌شوند. لیبرالیسم در شرایط متفاوت، می‌تواند معنی‌های متفاوتی داشته باشد؛ به طوری که گاهی به عنوان گرایش چپ (لیبرالیسم اجتماعی) و گاهی به عنوان گرایش راست (لیبرالیسم اقتصادی) در نظر گرفته می‌شود. سیاست‌هایی که قواعد طیف‌بندی چپ-راست را رد می‌کنند، به عنوان سیاست‌های تلفیق‌گرا شناخته می‌شوند. همچنین، سیاست‌هایی که دیدگاه میانه‌ای دارند به عنوان مرکزگرا یا میانه‌رو طبقه‌بندی می‌شوند.
دانشمندان علم سیاست معمولاً محورهای دیگری را نیز در نظر می‌گیرند و بارها به این موضوع اشاره کرده‌اند که تنها یک محور راست-چپ برای توصیف تنوع سیاسی کنونی کافی نیست. با وجود اینکه کلمات توصیفی‌ای که در محورهای دوقطبی به کار می‌روند متنوع هستند، معمولاً در طیف‌های دوقطبی، محورها بین مسائل اجتماعی-فرهنگی و مسائل اقتصادی تقسیم می‌شوند که هر کدام سطوح متفاوتی از عوامل متفاوت را در نظر می‌گیرند؛ عواملی که از انواع فردگرایی (یا حکومت برای آزادی فرد) گرفته تا برخی از انواع اجتماع‌گرایی (یا حکومت برای رفاه اجتماعی) را شامل می‌شوند.